# 24. veljače
24. veljače (24. 2.) 55. je dan godine po gregorijanskom kalendaru.
Do kraja godine ima još 310 dana (311 u prijestupnoj godini).

## Događaji
- 1527. – Ferdinand I. okrunjen za češkog kralja
- 1530. – U Bologni je Papa okrunio za cara Karla V. kao posljednjega rimsko-njemačkog kralja.
- 1538. – Potpisan mir u Velikom Varadinu, čime je okončan građanski rat u Hrvatskoj i Ugarskoj.
- 1582. – Grgur XIII. izdao bulu kojom će biti uveden gregorijanski kalendar
- 1826. – Završio Prvi anglo-burmanski rat
- 1882. – Robert Koch iznio svoju teoriju o uzročniku tuberkuloze
- 1883. – Izvedbom Rossinijevog Seviljskog brijača svečano otvoreno Veliko kazalište u Varšavi.
- 1910. – Osnovan Malmö FF
- 1920. – Njemačka radnička stranka mijenja naziv u Nacionalsocijalistička njemačka radnička stranka
- 1942. – Radarske postaje iznad Los Angelesa navodno otkrile NLO, događaj je kasnije nazvan Bitka za Los Angeles
- 1946. – Na predsjedničkim izborima u Argentini pobijedio Juan Perón
- 1991. – Iz Saudijske Arabije pokrenuta kopnena ofenziva na Irak.
- 2002. – Zatvorene XIX. Zimske olimpijske igre u Salt Lake Cityju.
- 2003. – Prvi let Boeingovog modela 777-300ER
- 2004. – Janica Kostelić operirala hrskavicu desnog koljena
- 2008. – Fidel Castro se povukao s mjesta predsjednika Kube
- 2022. – Rusija započela masovnu invaziju na Ukrajinu

| - 1304. – Ibn Batuta, islamski istraživač i putnik († 1368. ili 1377.) - 1463. – Giovanni Pico della Mirandola, talijanski filozof i humanist († 1494.) - 1500. – Karlo V., njemačko-rimski car i španjolski kralj († 1558.) - 1536. – Klement VIII., papa († 1605.) - 1557. – Matija, rimsko-njemački car († 1619.) - 1619. – Charles Le Brun, francuski slikar († 1660.) - 1742. – Joseph Banks, engleski botaničar († 1820.) - 1786. – Wilhelm Grimm, njemački književnik i filolog († 1859.) - 1824. – Matija Mrazović, hrvatski odvjetnik, političar i publicist († 1896.) - 1835. – Šimun Milinović, hrvatski svećenik, barski nadbiskup († 1910.) - 1842. – Arrigo Boito, talijanski skladatelj i književnik († 1918.) - 1917. – Tetjana Jablonska, ukrajinska slikarica († 2005.) - 1917. – Tetjana Jablonska, ukrajinska slikarica († 2005.) - 1934. – Renata Scotto, talijanska operna pjevačica - 1938. – Mladen Kušec, hrvatski pjesnik, pripovjedač, publicist i novinar († 2020.) - 1944. – Ivica Račan, bivši hrvatski premijer i predsjednik SDP-a († 2007.) - 1946. – Jiří Bělohlávek, češki dirigent - 1952. – Danko Ljuština, hrvatski glumac - 1958. – Mark Moses, američki glumac - 1961. – Stojan Matavulj, hrvatski glumac - 1969. – Karči Holec, slovenski pisac i novinar - 1994. – Jessica Pegula, američka tenisačica - 2007. – Luka Vušković, hrvatski nogometaš | - 616. – Ethelbert Kentski, anglosaksonski vladar (* o. 560.) - 1588. – Johann Weyer, nizozemski liječnik (* 1515.) - 1704. – Marc-Antoine Charpentier, francuski barokni skladatelj (* 1643.) - 1785. – Carlo Maria Bonaparte, francuski državnik (* 1746.) - 1799. – Georg Christoph Lichtenberg, njemaki fizičar i književnik (* 1742.) - 1810. – Henry Cavendish, britanski kemičar (* 1731.) - 1812. – Louis Malus, francuski fizičar (* 1775.) - 1815. – Robert Fulton, američki inženjer i izumitelj (* 1765.) - 1856. – Nikolaj Ivanovič Lobačevski, ruski metematičar - 1940. – Jandre Kuzmić, gradišćanskohrvatski pedagog i pisac (* 1863.) - 1942. – Anton Drexler, njemački nacistički političar (* 1884.) - 1975. – Vjekoslav Štefanić, hrvatski filolog (* 1900.) - 1990. – Jure Kaštelan, hrvatski pjesnik (* 1919.) - 1993. – Bobby Moore, engleski nogometaš i trener (* 1941.) - 2014. – Carlos Páez Vilaró, urugvajski umjetnik (* 1923.) - 2014. – Harold Ramis, američki glumac (* 1944.) - 2016. – Peter Kenilorea, salomonski političar (* 1943.) |

## Blagdani i spomendani
- Sveti Sinerot, mučenik

## Imendani
- Montan
- Goran
- Modest
- Sinerot